# 福井虎雄聖山
福井 聖山（ふくいせいざん）は、日本の居合道家、剣術家、武道家。無双直伝英信流第21代宗家、全日本居合道連盟第6代会長。段位称号は全日本居合道連盟名人位。聖山は号で、本名は虎雄。
無双直伝英信流第19代宗家、福井春政ならびに第20代宗家、河野稔百錬に師事し、その後第21代宗家を継いだ。居合に関する書籍を出版しており、中でも『無双直伝英信流第一巻、第二巻（昭和58年9月1日）』は名著である。
| スタブアイコン | サブスタブ | この項目は、まだ閲覧者の調べものの参照としては役立たない、人物に関連した書きかけの項目です。この項目を加筆・訂正などしてくださる協力者を求めています（P:人物伝/PJ:人物伝）。 |